# Когда мы в нужде
«Когда мы в нужде» (англ. When We Are in Need) — восьмой эпизод американского постапокалиптического телесериала «Одни из нас», премьера которого состоялась 5 марта 2023 года на канале HBO. Сценарий к эпизоду написал Крейг Мейзин, а его режиссёром стал Али Аббаси. В эпизоде Элли (Белла Рамзи) пытается защитить Джоэла (Педро Паскаль). Она сталкивается с группой выживших, возглавляемой проповедником Дэвидом (Скотт Шеперд), который хочет отомстить Джоэлу и начать отношения с Элли.
Эпизод был снят в феврале 2022 года в Калгари, Альберта. Трой Бейкер, исполнитель роли Джоэла в видеоиграх, на которых основан сериал, исполнил роль Джеймса; соавторы Мейзин и Нил Дракманн сочли его включение важным из-за его близости к играм. Эпизод получил положительные отзывы, хвалили режиссуру, операторскую работу, игру Рамзи и Шеперда, хотя некоторые критики сочли его темп поспешным.
В первый день эпизод посмотрели 8,1 миллиона зрителей. Рамзи была номинирована на 75-ю премию «Эмми» в категории «Ведущая актриса драматического сериала» за свою игру в этом эпизоде.

## Сюжет
Обнаружив, что рана Джоэла (Педро Паскаль) инфицирована, Элли (Белла Рамзи) отправляется на поиски еды. Во время охоты на оленя она встречает Дэвида (Скотт Шеперд) и Джеймса (Трой Бейкер). Она договаривается об обмене оленя на пенициллин, за которым Джеймс возвращается в лагерь. Тем временем Дэвид, который является проповедником, объясняет, что был учителем детей того же возраста, что и Элли, и что после вспышки болезни он обрёл Бога и теперь является лидером группы выживших. Дэвид рассказывает, что человек, ранивший Джоэла, а потом убитый им в Колорадо, был членом группы проповедника. Элли сбегает после того, как Джеймс отдаёт ей пенициллин по приказу Дэвида.
Элли возвращается к Джоэлу и делает ему укол антибиотика. На следующий день она замечает Дэвида и Джеймса с группой мужчин, стремящихся отомстить Джоэлу. Она сбегает верхом на лошади, чтобы отвлечь их от Джоэла, но попадает в плен после того, как Джеймс стреляет и убивает её лошадь. Дэвид сажает её в клетку в своём лагере. После того, как Элли замечает ухо на полу, Дэвид раскрывает, что кормит свою группу человеческим мясом. Он говорит ей, что восхищается её силой и жестокостью. Они могли бы начать отношения, но она ломает ему палец. Тем временем Джоэл пробуждается и убивает одного из людей Дэвида, затем пытает ещё двоих, чтобы выяснить местонахождение Элли. Получив нужную информацию, Джоэл убивает их.
Элли кусает Дэвида, когда тот вместе с Джеймсом схватили её. Прежде чем они её убивают, она говорит им, что она заражена, о чём свидетельствует её след от укуса. Пока они спорят, реально ли это, Элли убивает Джеймса с помощью тесака и сбегает. Пока Дэвид охотится за ней, она поджигает стейк-хаус. Она наносит ему удар кухонным ножом, но он одолевает её и пытается изнасиловать. Элли хватает упавший тесак Дэвида и убивает его в порыве ярости. Когда Элли в шоке выходит на улицу, к ней подходит Джоэл, случайно пугая её. Джоэл обнимает и утешает Элли, и они уходят.

## Производство

### Разработка и сценарий
Сценарий к «Когда мы в нужде» написал соавтор сериала «Одни из нас» Крейг Мейзин, а его режиссёром стал Али Аббаси. В апреле 2021 года Аббаси был объявлен как один из режиссёров шоу. Мейзин решил открыть эпизод с того, что Дэвид читает 21 главу Откровения Иоанна Богослова, поскольку она имеет отношение к новому миру, превосходящему старый, и имеет дело с горем и трагедией:3:17. Сцена, в которой Дэвид и Джеймс пытаются убить Элли, была написана аналогично игре, поскольку Мейзин посчитал её «очень висцеральной»:35:14.
Решение перенести воссоединение Джоэла и Элли за пределы ресторана (а не внутрь, как в игре) было отчасти логичным: пожар и замок помешали бы Джоэлу войти внутрь, и отчасти это было сделано для того, чтобы продемонстрировать способности Элли физически спасать себя, прежде чем Джоэл спасёт её эмоционально:38:41. Соавтор сериала Нил Дракманн, который является автором и режиссёром видеоигры, на которой основан сериал, чувствовал, что эффективность сериала, как и самой игры, зависит от того, почувствует ли зритель эмоции между Джоэлом и Элли в заключении; он посчитал их эффективными, так как сильно плакал во время просмотра этого эпизода:40:18.

### Подбор актёров и персонажи
Рамзи посчитала производства эпизода «утомительным», но он был одним из её любимых во время съёмок. В эпизоде она держала настоящую винтовку, с  трудом удерживая её из-за веса; некоторые из этих моментов были включены в эпизод, чтобы отразить труд Элли:11:55. Рамзи чувствовала, что Элли пыталась подражать Джоэлу в этих сценах, особенно в обращении с пистолетом и попытках казаться жёсткой. Что касается сцены, в которой Элли убивает Дэвида, Рамзи сказала, что Элли «узнаёт, что у неё действительно есть эта способность к насилию», которую она, наконец, выражает; она думала, что Элли «пугает саму себя, потому что это было так приятно». Она считала это поворотным моментом для Элли и чувствовала, что в результате пережитого у неё будет посттравматическое стрессовое расстройство.

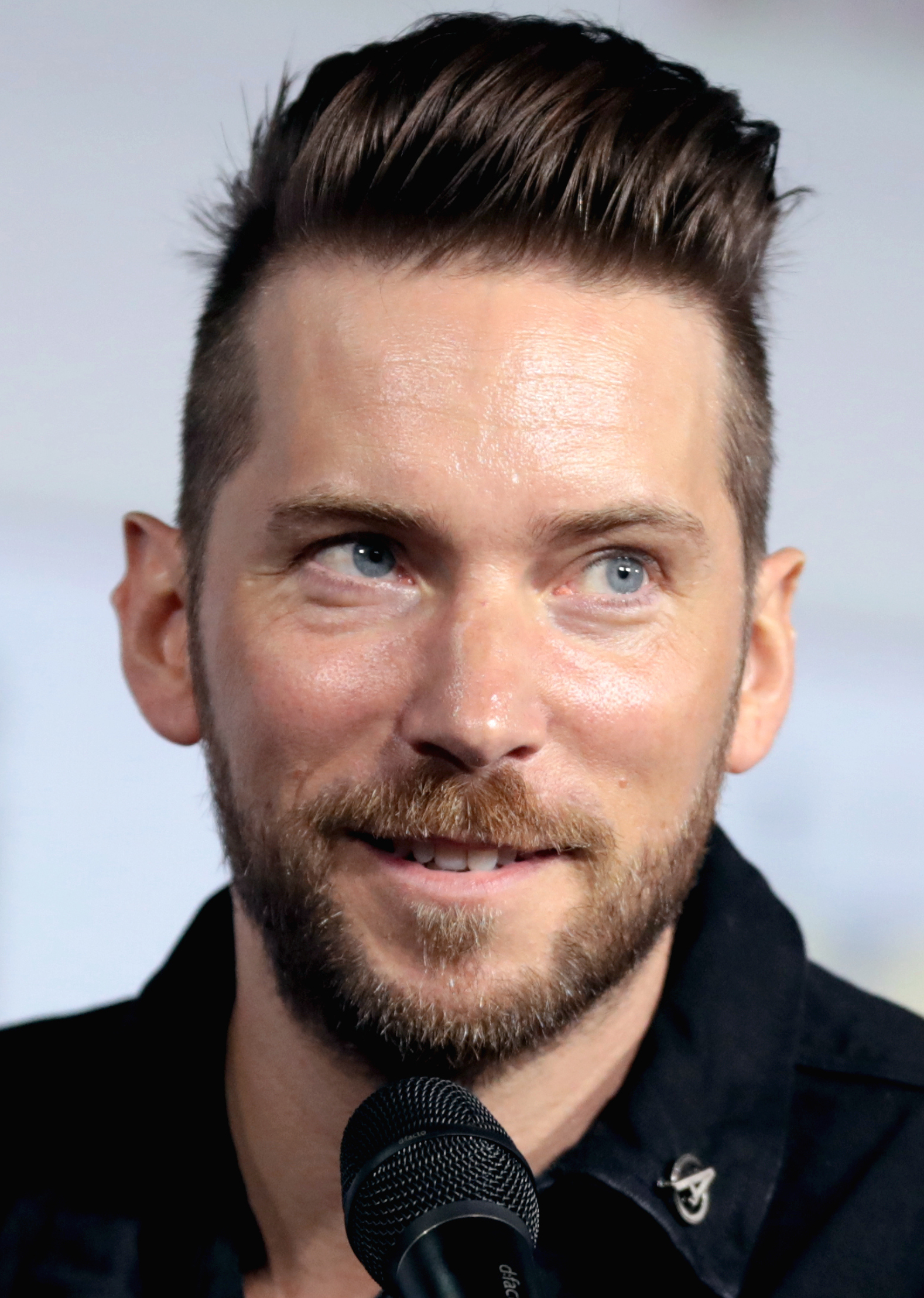
Трой Бейкер, который сыграл Джеймса в «Когда мы в нужде», является исполнителем роли Джоэла в видеоиграх

В июне 2021 года Дракманн объявил, что в сериале появится Трой Бейкер, исполнитель роли Джоэла в видеоиграх; имя его персонажа было раскрыто в декабре. Мейзин и Дракманн сочли включение Бейкера в сериал важным из-за его близости к играм; между тем, Бейкер никогда не предполагал, что он будет задействован в сериале, за исключением, возможно, небольшой эпизодической роли вроде щелкуна. Когда к нему обратились Мейзин и Дракманн, Бейкер поначалу не вспомнил Джеймса из игр; он ожидал небольшую роль, но, прочитав сценарий, был удивлён значимостью персонажа.
Бейкер хотел изображать Джеймса не как злодея, а как человека, обладающим чувством правды и сочувствием, что отразилось в его неспособности застрелить Элли, когда была возможность. Он считал Джеймса прагматиком, который верит, что «Дэвид — это дьявол», и, как следствие, хочет оставаться на его доброй стороне; когда способности Элли угрожают узурпировать положение Джеймса рядом с Дэвидом, он начинает защищаться. Аббаси дал Бейкеру команду помолиться в начальной сцене, но Бейкер предположил обратное, отметив, что Джеймс «думает, что всё это чушь собачья». Он чувствовал, что Джеймс, вероятно, готовился поступить в правоохранительные органы, когда произошла вспышка, что подчёркивается его опытом обращения с оружием и демонстрацией морали.
До объявления о кастинге Скотт Шеперда ходили слухи, что Бейкер исполнит роль Дэвида, но он чувствовал, что это «было бы слишком очевидным». Появление Шеперда было раскрыто в первом трейлере в декабре 2022 года. Дракманн чувствовал, что сериал позволяет глубже взглянуть на сложности персонажа, чем игра; он и Мейзин хотели очеловечить Дэвида в его первоначальных взаимодействиях с Элли, прежде чем раскрыть больше его истинных действий, когда он даёт пощёчину молодой девушке:20:11. Дракманн посчитал, что цель Дэвида произвести на свет потомство с помощью насилия была характерна для некоторых организованных религий, а сам Мейзин отметил, что его цель «обеспечить будущее» отражает идеологию сторонников превосходства белой расы:29:39.

### Съёмки
Надим Карслен выступил в качестве оператора эпизода. Производство проходило в Окотоксе в начале 2022 года, подготовительные работы велись с 31 января по 6 февраля, в них входили посадка деревьев, травы и снега; с 4 февраля эта территория была закрыта для публики. Съёмки проходили с 7 по 12 февраля, из-за чего происходили сложности для местных водителей; уборка проводилась с 13 по 15 февраля. На съёмочной площадке были замечены фальшивые лошади. Жители Окотокса отметили, что производство привело к росту деловой активности в этом районе; производство поддержало 28 магазинов, что принесло городу доход в размере около 18 000 канадских долларов. Для имитации сильного снегопада использовались три или четыре больших вентилятора:0:54; температура была около −17 °C (1 °F). Производство было перенесено в национальный парк Уотертон-Лейкс с 14 по 18 февраля 2022 года; автомобили на съёмочной площадке имели номерные знаки штата Колорадо. Художник-постановщик Джон Пейно и его команда построили стейк-хаус, где проповедует Дэвид; Пейно хотел, чтобы его симметрия отражала церковь.

## Восприятие

### Показ
Премьера эпизода состоялась на канале HBO 5 марта 2023 года.

### Реакция критиков
На сайте Rotten Tomatoes «Когда мы в нужде» имеет рейтинг 96 % на основании 26 отзывов со средней оценкой 8,5/10. Стив Грин из IndieWire похвалил операторскую работу в эпизоде, в частности, добавленную напряжённость в кадрах крупным планом и сохранение фокуса на реакции Элли во время убийства Дэвида. Саймон Карди из IGN сравнил операторскую работу с живописными вестернами и современными фильмами ужасов и высоко оценил кадр, в котором Элли убивает Дэвида. Карди также высоко оценил музыку Густаво Сантаолалья во время побега Элли и работу художника-постановщика над лагерем Дэвида.
Выступления Рамзи и Шеперда удостоились особой похвалы. Бернард Бу из Den of Geek похвалил способность Рамзи изображать жесткость, сохраняя при этом уязвимость, а Джин Парк из The Washington Post написал, что её выступление «должно, наконец, стереть» все оставшиеся сомнения в её способностях. Шон Кин из CNET назвал выступление Шеперда «харизматичным», а Карди из IGN посчитал его эффективным противником Рамзи. Грин из IndieWire похвалил способность Шеперда передавать довольно стереотипные реплики; Дэвид Коут из The A.V. Club написал, что его выступление «мастерски в своём ироничном, сдержанном очаровании». Том Чанг из Bleeding Cool посчитал, что Рамзи и Шеперд не смогли сравниться с Эшли Джонсон и Ноланом Нортом в соответствующих ролях Элли и Дэвида из игры из-за темпа сценария, но написал, что они «делают всё возможное с тем, с чем им пришлось работать». Выступление Паскаля также удостоилось похвалы.
Грин из IndieWire высоко оценил неоднозначность, привнесённую в сценарии Мейзина. Карди из IGN посчитал, что контекстуальные дополнения эпизода оправдывают адаптацию игры. Даррен Муни из The Escapist обнаружил, что Мейзин эффективно использовал общие тропы, чтобы обогатить темы и персонажей. Коут из The A.V. Club похвалил конструкцию эпизода, приписав это сценарию Мейзина и режиссуре Аббаси; Аарон Бейн из Push Square оценил приземлённое и бесплодное изображение группы Дэвида. Ноэль Мюррей из «The New York Times» оценил реалистичность сцены, когда Элли не понимает, что делать с пенициллином. Несколько критиков сочли эпизод поспешным; Чанг из Bleeding Cool посчитал, что было бы эффективнее, если бы история состояла из двух эпизодов, чтобы дать больше времени на формирование личности Дэвида. Брэдли Рассел из «Total Film» обнаружил, что последние 15 минут пострадали от ускоренного темпа, поскольку в нём были эффективно переделаны сцены из видеоигры. Бу из Den of Geek высказал мнение, что сюжету не хватало драматизма игры, посчитав религиозный подтекст ненужным, характеристику Дэвида — нелепой, а раскрытие каннибализма — слишком грубым.

## Комментарии
1. ↑  Как показано в «Родне»[2]